# Ијан Глен
Ијан Алан Сатерланд Глен (енгл. Iain Alan Sutherland Glen; Единбург, 24. јун 1961) шкотски је глумац. Најпознатији је по улогама др Александра Ајзакса у три филма серије Притајено зло (2004–2016) и сер Џоре Мормонта у HBO-овој фантастичној ТВ серији Игра престола (2011–2019). Међу осталим његовим запаженим улогама су Џон Ханинг Спик у филму Месечеве планине (1990), Лари Винтерс у филму Тихи врисак (1990), за који је освојио Сребрног медведа за најбољег глумца на Берлинском филмском фестивалу, Манфред Пауел у филму Лара Крофт: Пљачкаш гробница (2001), Брат Џон у филму Song for a Ruggy Boy (2003), насловна улога у ТВ серији Џек Тејлор (2010–2016), сер Ричард Карлајл у серији Даунтонска опатија (2011), Џејмс Вилет у филму Поглед са неба (2015) и Брус Вејн у ТВ серији Титани (2019–данас).